# Antiphrisson adpressus
Antiphrisson adpressus là một loài ruồi trong họ Asilidae. Antiphrisson adpressus được Loew miêu tả năm 1849. Loài này phân bố ở vùng Cổ Bắc giới.